# Dia Mundial do Ambiente

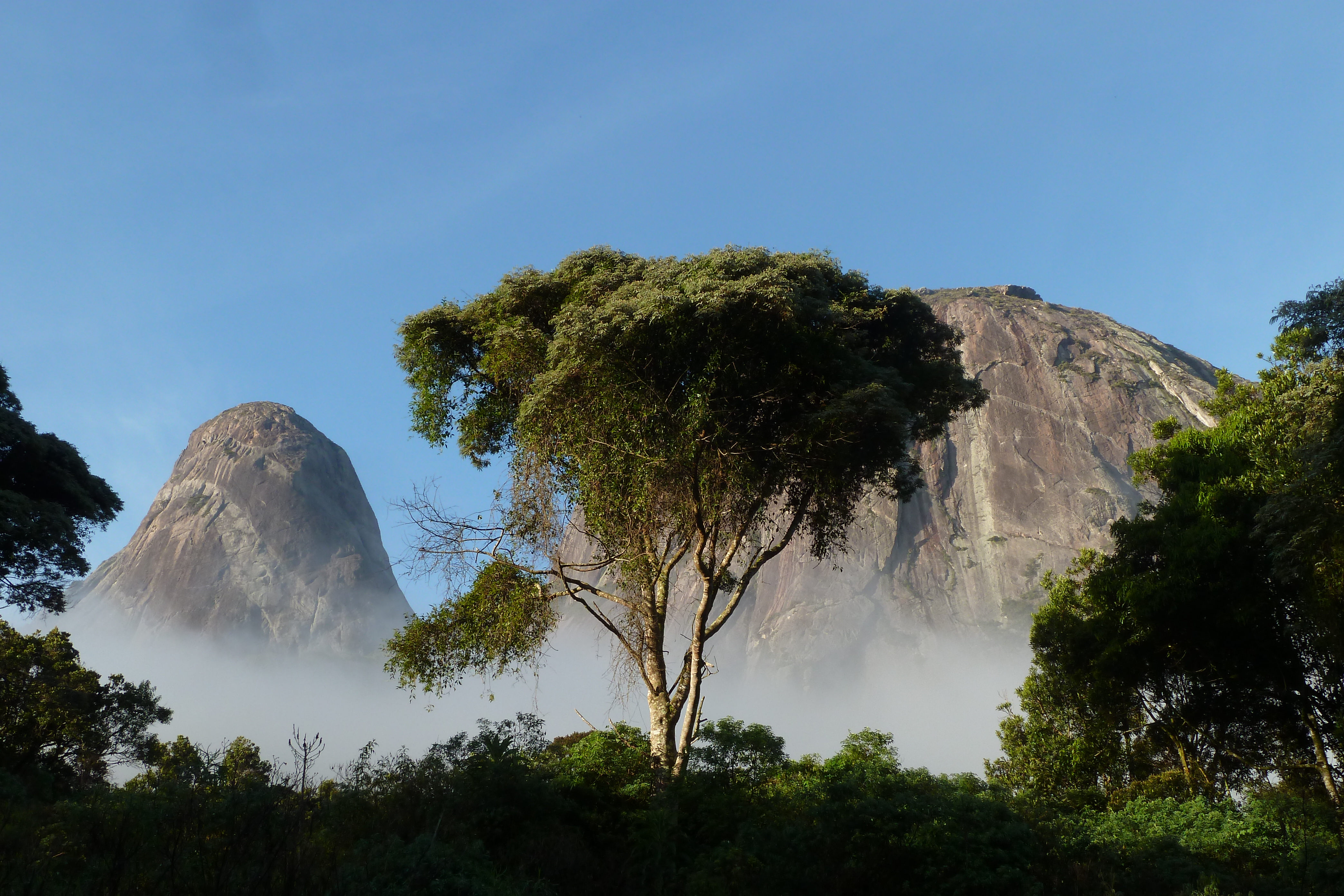
Preservar a natureza é a principal mensagem do Dia Mundial do Ambiente.

O Dia Mundial do Meio Ambiente é celebrado no dia 5 de junho, foi criado pela Assembleia Geral das Nações Unidas na resolução (XXVII) de 15 de dezembro de 1972 com a qual foi aberta a Conferência de Estocolmo, na Suécia, cujo tema central foi o Ambiente Humano. Todos os anos, nesse dia, diversas organizações da sociedade civil lançam manifestos e tomam medidas para relembrar o público geral da necessidade de preservação do meio ambiente. Em 2019, a China sediou a conferência internacional do Dia Mundial do Ambiente com o principal objetivo de combate à poluição, em uma iniciativa promovida pela Organização das Nações Unidas no quadro da Convenção-Quadro das Nações Unidas sobre a Mudança do Clima.